# Enchelyurus
Enchelyurus is een geslacht van straalvinnige vissen uit de familie van naakte slijmvissen (Blenniidae). Het geslacht is voor het eerst wetenschappelijk beschreven in 1868 door Peters.

## Soorten
- Enchelyurus ater (Günther, 1877)
- Enchelyurus brunneolus (Jenkins, 1903)
- Enchelyurus flavipes Peters, 1868
- Enchelyurus kraussii (Klunzinger, 1871)
- Enchelyurus petersi (Kossmann & Räuber, 1877)